# Rehbergholz
Rehbergholz (dänisch: Rebbjerg Skov) bezeichnet sowohl ein Waldgebiet als auch einen Ortsteil der Gemeinde Mittelangeln im Kreis Schleswig-Flensburg in Schleswig-Holstein.

## Geographie
Die Siedlung wie auch der sich anschließende Wald befinden sich in der Mitte des Kreises, südlich von Satrup, auf der Halbinsel Angeln. 15 km nördlich liegt die Stadt Flensburg.
Der etwa 194 ha große Wald zeichnet sich durch einen Mischwald mit Buche, Eiche, Esche, Ahorn und Erle aus. Der nordöstliche Teil wird auch als Süderholz (Sønderskov), der südwestliche vom Hauptteil durch die Landesstraße L 22 getrennte Teil als Schwennholz (Svendholt) bezeichnet. Das Schwennholz allein umfasst etwa eine Fläche von 33 ha. Nordwestlich des Waldgebietes liegt das Hechtmoor (Hegemose). Das Rehbergholz bildet heute das größte geschlossene zusammenhängende Waldgebiet der Landschaft Angeln, das bereits vor mehr als 200 Jahren bestanden hat und in der Karte des dänischen Kartographen Johann Heinrich Christian du Plat über das Herzogtum Schleswig von 1805 als solches eingetragen ist. Die ältesten Eichen sind von 1820, einige Buchen von 1850, darunter als Naturdenkmal die Königsbuchen. Habicht, Damwild, Rehwild und Dachs bewohnen den Wald. Durch das Holz verläuft die Wasserscheide zwischen Nord- und Ostsee. In der dänischen Zeit war der Wald als Svendholt-Rebbjergskov dem ersten gottorfschen Waldreiterdistrikt (skovriderdistrikt) zugeordnet. Das Rehbergholz mitsamt dem Schwennholz ist inzwischen als FFH-Gebiet Rehbergholz und Schwennholz als NATURA 2000-Schutzgebiet ausgewiesen.

## Geschichte
Der Name leitet sich von dän. rev für einen langgestreckten Berg ab. 1837 wurden zwei zur Satrupharde gehörende Katen in Rehbergholz erwähnt.
Im östlichen Teil, südlich der Weggabelung nach Treholz, befindet sich die als wallartige Erhöhung Reste des Großsteingrabes Pinnesgrab, einem Langbett aus der jüngeren Steinzeit, dessen von großen Findlingen eingefassten Grabkammern inzwischen zerstört sind. Auch die Decksteine fehlen.
Bis 1970 gehörte der Ort zur Gemeinde Rehberg, welche nach Satrup eingemeindet wurde. Mit der Auflösung von Satrup und der Eingliederung nach Mittelangeln, wurde Rehbergholz eigenständiger Ortsteil von Mittelangeln.

## Persönlichkeiten
Der dänische Jurist und Politiker Henning Matzen (1840–1910) wurde in Rehbergholz geboren.